# Sydowiellaceae
Sydowiellaceae Lar.N. Vassiljeva – rodzina grzybów z rzędu Diaporthales.

## Systematyka
Pozycja w klasyfikacji według Index Fungorum
Diaporthales, Diaporthomycetidae, Sordariomycetes, Pezizomycotina, Ascomycota, Fungii.
Według aktualizowanej klasyfikacji Index Fungorum bazującej na Dictionary of the Fungi do rodziny tej należą rodzaje:
- Alborbis Senan. & K.D. Hyde 2017
- Breviappendix Senan. & K.D. Hyde 2017
- Chapeckia M.E. Barr 1978
- Hapalocystis Auersw. ex Fuckel 1863
- Italiomyces Senan., Camporesi & K.D. Hyde 2017
- Lambro Racib. 1900
- Neodiaporthe J.F. Zhang & K.D. Hyde 2023
- Paragnomonia Senan. & K.D. Hyde 2017
- Ranulospora Senan., Camporesi & K.D. Hyde 2017
- Sillia P. Karst. 1873
- Stegophora Syd. & P. Syd. 1916
- Sydowiella Petr. 1923
- Tenuiappendicula Senan., Camporesi & K.D. Hyde 2017
- Tortilispora Senan. & K.D. Hyde 2017
- Uleoporthe Petr. 1941[1].